# SN 2004ij
SN 2004ij – supernowa typu Ia odkryta 5 listopada 2004 roku w galaktyce A012111-0055. W momencie odkrycia miała maksymalną jasność 21,30m.